# جون ماغيري (سياسي)
جون ماغيري (بالإنجليزية: John Maguire)‏ هو رائد أعمال وسياسي أيرلندي، ولد في 1815، وتوفي في 1 نوفمبر 1872.

## مناصب
- في الانتخابات العامة في المملكة المتحدة 1852 [الإنجليزية]‏، انتخب عضو برلمان المملكة المتحدة الـ16 عن دائرة Dungarvan (UK Parliament constituency) [الإنجليزية]‏ (7 يوليو 1852 – 21 مارس 1857).
- في الانتخابات العامة في المملكة المتحدة 1857 [الإنجليزية]‏، انتخب عضو برلمان المملكة المتحدة الـ17 عن دائرة Dungarvan (UK Parliament constituency) [الإنجليزية]‏ (27 مارس 1857 – 23 أبريل 1859).
- في الانتخابات العامة في المملكة المتحدة 1859 [الإنجليزية]‏، انتخب عضو برلمان المملكة المتحدة الـ18 عن دائرة Dungarvan (UK Parliament constituency) [الإنجليزية]‏ (28 أبريل 1859 – 6 يوليو 1865).
- في الانتخابات العامة في المملكة المتحدة 1865 [الإنجليزية]‏، انتخب عضو برلمان المملكة المتحدة الـ19 عن دائرة Cork City (UK Parliament constituency) [الإنجليزية]‏ (11 يوليو 1865 – 11 نوفمبر 1868).
- في الانتخابات العامة في المملكة المتحدة 1868 [الإنجليزية]‏، انتخب عضو برلمان المملكة المتحدة الـ20 عن دائرة Cork City (UK Parliament constituency) [الإنجليزية]‏ (17 نوفمبر 1868 – 1 نوفمبر 1872).
- انتخب عمدة.